# Метелен
Метелен (нім. Metelen) — місто в Німеччині, знаходиться в землі Північний Рейн-Вестфалія. Підпорядковується адміністративному округу Мюнстер. Входить до складу району Штайнфурт.
Площа — 40,23 км2. Населення становить 6363 ос. (станом на 31 грудня 2020).